# Охранник (фильм, 2011)
«Охранник» (там. காவலன், Kaavalan; другое название — «Телохранитель») — индийский фильм 2011 года режиссёра Сиддика. Ремейк фильма «Телохранитель» на малаялам того же режиссёра. Главные роли исполнили Виджай и Асин. Картина вышла в прокат 15 января 2011 года в день праздника Понгал и шла в кинотеатрах более 100 дней. Фильм был выбран для показа на Шанхайском кинофестивале, прошедшем в июне 2011 года. Кинолента была также дублирована на хинди под названием Main Hoon Bodyguard (рус. Я — телохранитель).
В этом же году в прокат вышел ещё один ремейк оригинального фильма — «Телохранитель» на хинди, с Салманом Ханом и Кариной Капур в главных ролях.

## Сюжет
Мутхурамалинам — кумир Бхуми, когда-то он помог мальчику появиться на свет, вовремя доставив его мать в больницу. Он же дал юноше его имя — Бхуминатан. Родители Бхуми посылают сына к Мутхурамалинаму на перевоспитание, а тот назначает его телохранителем своей дочери Миры. Однако девушке не нравится чрезмерная опека со стороны парня. Подруга советует отвлечь Бхуми, найдя для него девушку. Однако это не так просто. Мира решает сама сыграть таинственную поклонницу, завязав роман по телефону. Ей удаётся пробудить любовь в сердце Бхуми, однако она и сама в него влюбляется.

## В ролях
| Актёр        | Роль                |
| ------------ | ------------------- |
| Виджай       | Бхуми (Бхуминатан)  |
| Асин         | Мира Мутхурамалинам |
| Раджкиран    | Мутхурамалинам      |
| Митра Курьян | Мадху подруга Миры  |
| Вадивелу     | Аммавасаи слуга     |
| Роджа        | Девика мать Миры    |
| Гинесс Пакру | одноклассник Миры   |
| Махадеван    | бандит Девараджан   |

## Производство
Сиддик впервые предложил сценарий о телохранителе Виджаю, но так как тот тогда был занят на съёмках, то предложил ему сделать этот фильм сначала на малаялам. «Телохранитель» вышел в январе 2010 года и собрал среднюю кассу. После этого режиссёр объявил о своём решении переснять фильм на тамильском с некоторыми изменениями в сценарии. Первоначально фильм назывался Kaavalkaaran, что на тамильском языке означает «телохранитель». Затем название сменилось на Kaaval Kadhal, и наконец в августе 2010 года было официально подтверждено, что фильм будет называться Kaavalan.
Главную роль режиссёр предложил Виджаю, с которым он уже работал в фильме «Друзья» (2001). На роль героини была приглашена Асин, уже снимавшаяся с Виджаем два раза, в фильмах «Домашний очаг» (2005) и «Хулиган» (2007). На роли второго плана были приглашены Раджкиран, Роджа и Вадивелу. Съёмки фильма начались в апреле 2010 года.
Первые дни съёмок были омрачены неприятным инцидентом. Из-за утечки газа Асин, а также несколько её гримёров, потеряли сознание и были доставлены в больницу. Однако угрозы их здоровью не было обнаружено, и они вскоре были отпущены назад.
Сцены в университете были сняты в VIT University в Веллуру, а один из музыкальных номеров в Куала-Лумпур (Малайзия).
Мировая премьера трейлера состоялась 16 декабря в Калифорнии, при этом впервые трейлер фильма Виджая был выпущен за пределами Индии. Выступая на мероприятии, Виджай обратился с просьбой к его иностранным поклонникам, чтобы обеспечить себе поддержку в Тамил-Наду.

## Саундтрек
Запуск саундтрека к фильму состоялся 8 декабря 2010 года. 
Вся музыка написана Видьясагаром.
| №  | Название        | Текст песни | Исполнители        | Длительность |
| -- | --------------- | ----------- | ------------------ | ------------ |
| 1. | «Vinnai Kaapan» | Па. Виджай  | Типпу, Швета Мохан | 4:30         |
| 2. | «Yaradu»        | Югабхарати  | Картик, Сучитра    | 4:27         |
| 3. | «Step Step»     | Вивека      | Бенни Дайал, Мегха | 4:36         |
| 4. | «Sada Sada»     | Югабхарати  | Картик             | 4:15         |
| 5. | «Pattamboochi»  | Кабилан     | KK, Рита           | 3:48         |

## Кассовые сборы
Изначально премьера фильма намечалась во время праздника Дивали. Однако Верховный суд Индии предоставил запрет на выпуск фильма в течение шести недель, из-за иска против компании производителя. Вслед за этим Ассоциация Владельцев Театров Тамил-Наду решила не показывать какие-либо фильмы Виджая, пока актёр не компенсирует потери, понесённые из-за его предыдущих кинолент. Ассоциация потребовала с него примерно 30 млн рупий, что составляет треть от потерь фильма «Акула», выпущенного за полгода до этого. Чтобы фильм всё-таки вышел в прокат, актёру пришлось отдать почти весь свой гонорар.
Премьера фильма состоялась во время праздника Понгал 15 января 2011 года, одновременно с выходом фильмов «Поле боя» с Дханушем и «Неудержимый» с Карти. Из-за разногласий Виджая с прокатчиками только 70 кинотеатров предварительно подтвердили согласие на прокат фильма. Однако, когда ситуация разрешилась, картина была показана в 350 киноцентрах по всему штату. В первый же день фильм собрал около 5 млн рупий. Прокат длился более 100 дней. Сборы фильма по всему миру составили примерно 450 млн рупий.

## Критика
| Рейтинги           | Рейтинги                                                                           |
| Издание            | Оценка                                                                             |
| ------------------ | ---------------------------------------------------------------------------------- |
| The Times of India | 3 из 5 звёзд · 3 из 5 звёзд · 3 из 5 звёзд · 3 из 5 звёзд · 3 из 5 звёзд           |
| Rediff.com         | 2,5 из 5 звёзд · 2,5 из 5 звёзд · 2,5 из 5 звёзд · 2,5 из 5 звёзд · 2,5 из 5 звёзд |
| Sify               | 4,5 из 5 звёзд · 4,5 из 5 звёзд · 4,5 из 5 звёзд · 4,5 из 5 звёзд · 4,5 из 5 звёзд |
| Behindwoods        | 4 из 5 звёзд · 4 из 5 звёзд · 4 из 5 звёзд · 4 из 5 звёзд · 4 из 5 звёзд           |

The Hindu назвал картину «хорошо поставленной драмой», чьи «последние 40 минут будут держать вас, как приклеенных».
The Times of India оценил фильм на 3 из 5, написав: «„Охранник“ показывает выдержанного Виджая и является доказательством того, что, если тот отказывается от супергеройских манер и придерживается видения режиссёра, то оставляет после себя достаточно хороший фильм».
Критик из Rediff.com дал фильму 2,5 из 5 звёзд, добавив, что «Виджай — тот, кто связывает воедино хороший сценарий и заставляет зрителей смеяться».
Sify также дал фильму положительную оценку, описав его как «супер весёлый» и «идеальное семейное развлечение на Понгал» и присвоив рейтинг 4,5 из 5. Рецензент особо отметил исполнение роли Виджаем, заметив, что фильм пробивает себе дорогу «исключительно благодаря его звездной харизме и неординарному образу» и что «он выносит весь фильм на своих плечах».
IndiaGlitz, в свою очередь, заметила, что хотя фильм не содержит ничего значительного, он отличается «потрясающим экранным образом Виджая в сочетании с изящным исполнением и эмоциональной кульминацией».

## Награды и номинации
| Награды и номинации   | Награды и номинации               | Награды и номинации | Награды и номинации | Награды и номинации |
| Награда               | Категория                         | Номинант            | Результат           | Ссылка              |
| --------------------- | --------------------------------- | ------------------- | ------------------- | ------------------- |
| Filmfare Awards South | Лучшая женская роль второго плана | Митра Курьян        | Номинация           | [ 35 ]              |
| Vijay Awards          | Любимая героиня                   | Асин                | Номинация           | [ 36 ]              |
| Vijay Awards          | Лучшее исполнение комической роли | Вадивелу            | Номинация           | [ 36 ]              |
| SIIMA Awards          | Лучшая женская роль               | Асин                | Победа              | [ 37 ]              |